# Formel 1-VM 1963
Formel 1-VM 1963 hade tio deltävlingar som kördes under perioden 26 maj-28 december. Förarmästerskapet vanns av britten Jim Clark och konstruktörsmästerskapet av Lotus-Climax.

## Vinnare
- Förare:  Jim Clark, Storbritannien, Lotus-Climax
- Konstruktör:  Lotus-Climax, Storbritannien

## Grand Prix 1963
| Grand Prix                 | Datum       | Bana              | Vinnande förare! Vinnande stall | Vinnande tillverkare |              |   |
| -------------------------- | ----------- | ----------------- | ------------------------------- | -------------------- | ------------ | - |
| Monacos Grand Prix         | 26 maj      | Monte Carlo       | Graham Hill                     | BRM                  |              | * |
| Belgiens Grand Prix        | 9 juni      | Spa-Francorchamps | Jim Clark                       | Lotus                | Lotus-Climax | * |
| Nederländernas Grand Prix  | 23 juni     | Zandvoort         | Jim Clark                       | Lotus                | Lotus-Climax | * |
| Frankrikes Grand Prix      | 30 juni     | Reims-Gueux       | Jim Clark                       | Lotus                | Lotus-Climax | * |
| Storbritanniens Grand Prix | 20 juli     | Silverstone       | Jim Clark                       | Lotus                | Lotus-Climax | * |
| Tysklands Grand Prix       | 4 augusti   | Nürburgring       | John Surtees                    | Ferrari              |              | * |
| Italiens Grand Prix        | 8 september | Monza             | Jim Clark                       | Lotus                | Lotus-Climax | * |
| USA:s Grand Prix           | 6 oktober   | Watkins Glen      | Graham Hill                     | BRM                  |              | * |
| Mexikos Grand Prix         | 29 oktober  | Mexico City       | Jim Clark                       | Lotus                | Lotus-Climax | * |
| Sydafrikas Grand Prix      | 28 december | East London       | Jim Clark                       | Lotus                | Lotus-Climax | * |

## Grand Prix utanför VM 1963
| Grand Prix /Race       | Datum        | Bana        | Vinnande förare! Vinnande stall | Vinnande tillverkare  |                |
| ---------------------- | ------------ | ----------- | ------------------------------- | --------------------- | -------------- |
| Lombank Trophy         | 30 mars      | Snetterton  | Graham Hill                     | BRM                   |                |
| Glover Trophy          | 15 april     | Goodwood    | Innes Ireland                   | BRP                   | Lotus-BRM      |
| Paus Grand Prix        | 15 april     | Pau         | Jim Clark                       | Lotus                 | Lotus-Climax   |
| Imolas Grand Prix      | 21 april     | Imola       | Jim Clark                       | Lotus                 | Lotus-Climax   |
| Syrakusas Grand Prix   | 25 april     | Syrakusa    | Jo Siffert                      | Ecurie Filipinetti    | Lotus-BRM      |
| Aintree 200            | 27 april     | Aintree     | Graham Hill                     | BRM                   |                |
| International Trophy   | 11 maj       | Silverstone | Jim Clark                       | Lotus                 | Lotus-Climax   |
| Roms Grand Prix        | 19 maj       | Vallelunga  | Bob Anderson                    | DW Racing Entreprises | Lola-Climax    |
| Solitudes Grand Prix   | 28 juli      | Solitude    | Jack Brabham                    | Brabham               | Brabham-Climax |
| Kanonloppet            | 11 augusti   | Karlskoga   | Jim Clark                       | Lotus                 | Lotus-Climax   |
| Medelhavets Grand Prix | 18 augusti   | Pergusa     | John Surtees                    | Ferrari               |                |
| Österrikes Grand Prix  | 1 september  | Zeltweg     | Jack Brabham                    | Brabham               | Brabham-Climax |
| International Gold Cup | 21 september | Oulton Park | Jim Clark                       | Lotus                 | Lotus-Climax   |
| Rands Grand Prix       | 14 december  | Kyalami     | John Surtees                    | Ferrari               |                |

## Stall, nummer och förare 1963
| Stall/Tillverkare                                     | Nummer                         | Förare                                 |
| ----------------------------------------------------- | ------------------------------ | -------------------------------------- |
| André Pilette (Lotus-Climax)                          | 46                             | André Pilette, Belgien                 |
| ATS (Ita)                                             | 14, 26, 27                     | Giancarlo Baghetti, Italien            |
| ATS (Ita)                                             | 16, 24, 25, 26                 | Phil Hill, USA                         |
| Bernard Collomb (Lotus-Climax)                        | 24, 28                         | Bernard Collomb, Frankrike             |
| Brabham (Lotus-Climax & Brabham-Climax)               | 3, 5, 6, 8, 9, 16, 17, 22      | Jack Brabham, Australien               |
| Brabham (Lotus-Climax & Brabham-Climax)               | 4, 18, 8, 9, 10, 24, 6         | Dan Gurney, USA                        |
| BRM                                                   | 1, 2, 5, 6, 7, 12              | Graham Hill, Storbritannien            |
| BRM                                                   | 2, 4, 5, 6, 8, 10, 14          | Richie Ginther, USA                    |
| BRP (Lotus-BRM & BRP-BRM)                             | 4, 11, 14, 30, 32              | Innes Ireland, Storbritannien          |
| BRP (Lotus-BRM & BRP-BRM)                             | 5, 12, 16, 20, 30, 34, 42      | Jim Hall, USA                          |
| Cooper-Climax                                         | 3, 5, 6, 7, 10,14, 18, 20      | Bruce McLaren, Nya Zeeland             |
| Cooper-Climax                                         | 4, 6, 7, 8, 11, 12, 15, 20, 22 | Tony Maggs, Sydafrika                  |
| David Prophet (Brabham-Ford)                          | 22                             | David Prophet, Storbritannien          |
| DW Racing Enterprises (Lola-Climax)                   | 22, 48                         | Bob Anderson, Storbritannien           |
| Ecurie Filipinetti (Lotus-BRM)                        | 42                             | Phil Hill, USA                         |
| Ecurie Maarsbergen (Porsche)                          | 29, 32, 23, 17, 28, 12, 14     | Carel Godin de Beaufort, Nederländerna |
| Ecurie Maarsbergen (Porsche)                          | 34, 26                         | Gerhard Mitter, Tyskland               |
| Ferrari                                               | 2, 3, 4, 7, 9, 10, 16, 21, 23  | John Surtees, Storbritannien           |
| Ferrari                                               | 2, 4, 24                       | Lorenzo Bandini, Italien               |
| Ferrari                                               | 4, 14                          | Ludovico Scarfiotti, Italien           |
| Ferrari                                               | 8, 10, 20                      | Willy Mairesse, Belgien                |
| Frank Dochnal (Cooper-Climax)                         | 20                             | Frank Dochnal, USA                     |
| Ian Raby Racing (Gilby-BRM)                           | 26, 25, 50                     | Ian Raby, Storbritannien               |
| John Love (Cooper-Climax)                             | 19                             | John Love, Sydrhodesia                 |
| Kurt Kuhnke (Lotus-Borgward)                          | 27                             | Kurt Kuhnke, Tyskland                  |
| Lawson (Lotus-Climax)                                 | 7                              | Ernie Pieterse, Sydafrika              |
| Lotus-Climax                                          | 1, 3, 4, 6, 8, 9, 18           | Jim Clark, Storbritannien              |
| Lotus-Climax                                          | 2, 4, 5, 8, 9, 10, 20          | Trevor Taylor, Storbritannien          |
| Lotus-Climax                                          | 6                              | Mike Spence, Storbritannien            |
| Lotus-Climax                                          | 10                             | Pedro Rodríguez, Mexiko                |
| Lotus-Climax                                          | 22                             | Peter Arundell, Storbritannien         |
| Otello Nucci (LDS-Alfa Romeo & Alfa Romeo)            | 16                             | Doug Serrurier, Sydafrika              |
| Otello Nucci (LDS-Alfa Romeo & Alfa Romeo)            | 18                             | Peter de Klerk, Sydafrika              |
| R R C Walker (Cooper-Climax)                          | 11, 12, 14, 16, 28, 44, 58     | Joakim Bonnier, Sverige                |
| Reg Parnell (Lola-Climax)                             | 10, 15, 19, 21, 30, 38         | Chris Amon, Nya Zeeland                |
| Reg Parnell (Lola-Climax)                             | 17                             | Masten Gregory, USA                    |
| Reg Parnell (Lola-Climax)                             | 17                             | Maurice Trintignant, Frankrike         |
| Reg Parnell (Lola-Climax)                             | 22                             | Lucien Bianchi, Belgien                |
| Reg Parnell (Lotus-BRM & Lotus-Climax)                | 18                             | Chris Amon, Nya Zeeland                |
| Reg Parnell (Lotus-BRM & Lotus-Climax)                | 18                             | Rodger Ward, USA                       |
| Reg Parnell (Lotus-BRM & Lotus-Climax)                | 20                             | Mike Hailwood, Storbritannien          |
| Reg Parnell (Lotus-BRM & Lotus-Climax)                | 21                             | Masten Gregory, USA                    |
| Reg Parnell (Lotus-BRM & Lotus-Climax)                | 22                             | Hap Sharp, USA                         |
| Reg Parnell (Lotus-BRM & Lotus-Climax)                | 28                             | Maurice Trintignant, Frankrike         |
| Sam Tingle (LDS-Alfa Romeo)                           | 20                             | Sam Tingle, Sydrhodesia                |
| Scirocco-BRM                                          | 15, 23, 24, 34, 38             | Tony Settember, USA                    |
| Scirocco-BRM                                          | 16, 24                         | Ian Burgess, Storbritannien            |
| Scuderia Centro Sud (BRM)                             | 3, 15, 46                      | Lorenzo Bandini, Italien               |
| Scuderia Centro Sud (BRM)                             | 13                             | Moisés Solana, Mexiko                  |
| Scuderia Centro Sud (BRM)                             | 66                             | Maurice Trintignant, Frankrike         |
| Scuderia Centro Sud (Cooper-Climax & Cooper-Maserati) | 22, 64                         | Mario Araujo de Cabral, Portugal       |
| Scuderia Centro Sud (Cooper-Climax & Cooper-Maserati) | 62                             | Ernesto Brambilla, Italien             |
| Scuderia Lupini (Cooper-Maserati)                     | 23                             | Trevor Blokdyk, Sydafrika              |
| Scuderia Settecolli (De Tomaso-Ferrari)               | 44                             | Roberto Lippi, Italien                 |
| Selby Auto Spares (Lotus-BRM)                         | 15                             | Paddy Driver, Sydafrika                |
| Siffert Racing Team (Lotus-BRM)                       | 14, 18, 25, 28, 36, 54         | Jo Siffert, Schweiz                    |
| Stebro-Ford                                           | 21                             | Peter Broeker, Kanada                  |
| Ted Lanfear (Lotus-Ford)                              | 21                             | Brausch Niemann, Sydafrika             |
| Tim Parnell (Lola-Climax)                             | 24                             | John Campbell-Jones, Storbritannien    |
| Tim Parnell (Lotus-BRM & Lotus-Climax)                | 29                             | André Pilette, Belgien                 |
| Tim Parnell (Lotus-BRM & Lotus-Climax)                | 30                             | Tim Parnell, Storbritannien            |
| Tim Parnell (Lotus-BRM & Lotus-Climax)                | 42, 48                         | Masten Gregory, USA                    |

## Slutställning förare 1963
| Placering | Förare! Stall           | Konstruktör                   | Poäng          |    |
| --------- | ----------------------- | ----------------------------- | -------------- | -- |
| 1         | Jim Clark               | Lotus                         | Lotus-Climax   | 54 |
| 2         | Graham Hill             | BRM                           |                | 33 |
| 3         | Richie Ginther          | BRM                           |                | 29 |
| 4         | John Surtees            | Ferrari                       |                | 22 |
| 5         | Dan Gurney              | Brabham                       | Brabham-Climax | 19 |
| 6         | Bruce McLaren           | Cooper                        | Cooper-Climax  | 17 |
| 7         | Jack Brabham            | Brabham                       | Brabham-Climax | 14 |
| 8         | Tony Maggs              | Cooper                        | Cooper-Climax  | 9  |
| 9         | Innes Ireland           | BRP                           | BRP-BRM        | 6  |
| 10        | Lorenzo Bandini         | Scuderia Centro Sud & Ferrari | BRM & Ferrari  | 6  |
| 11        | Joakim Bonnier          | R R C Walker                  | Cooper-Climax  | 6  |
| 12        | Gerhard Mitter          | Ecurie Maarsbergen            | Porsche        | 3  |
| 13        | Jim Hall                | BRP                           | Lotus-BRM      | 3  |
| 14        | Carel Godin de Beaufort | Ecurie Maarsbergen            | Porsche        | 2  |
| 15        | Jo Siffert              | Siffert Racing Team           | Lotus-BRM      | 1  |
| 16        | Trevor Taylor           | Lotus                         | Lotus-Climax   | 1  |
| 17        | Ludovico Scarfiotti     | Ferrari                       |                | 1  |

## Slutställning konstruktörer 1963
| Placering | Konstruktör       | Poäng |
| --------- | ----------------- | ----- |
| 1         | Lotus-Climax      | 54    |
| 2         | BRM               | 36    |
| 3         | Brabham-Climax    | 28    |
| 4         | Ferrari           | 26    |
| 5         | Cooper-Climax     | 25    |
| 6         | BRP-BRM           | 6     |
| 7         | Porsche           | 5     |
| 8         | Lotus-BRM         | 4     |
| 9         | Lola-Climax       | 0     |
| =         | Stebro-Ford       | 0     |
| =         | Scirocco-BRM      | 0     |
| =         | ATS (Ita)         | 0     |
| =         | LDS-Alfa Romeo    | 0     |
| =         | Cooper-Maserati   | 0     |
| =         | Lotus-Ford        | 0     |
| =         | Alfa Romeo        | 0     |
| =         | Gilby-BRM         | 0     |
| =         | De Tomaso-Ferrari | 0     |
| =         | Lotus-Borgward    | 0     |